# 萬治
萬治是日本的年號之一。在明曆之後，寬文之前。指1658年到1661年的期間。這個時代的天皇是後西天皇。江戶幕府的將軍是德川家綱。

## 改元
- 明曆4年7月23日（公元1658年8月21日） 因江戶之大火（明曆大火）等災異而改元
- 萬治4年4月25日（公元1661年5月23日） 改元為寬文

## 出典
出自《史記》的「眾民乃定、萬國為治」與《貞觀政要》的「本固萬事治」。

## 萬治年間要事

### 逝世
- 伊達忠宗（享壽60）、伊達秀宗（享壽68）

## 西元對照表
| 萬治 | 元年   | 2年    | 3年    | 4年    |
| ---- | ------ | ------ | ------ | ------ |
| 西曆 | 1658年 | 1659年 | 1660年 | 1661年 |
| 干支 | 戊戌   | 己亥   | 庚子   | 辛丑   |

## 相關項目
| 前一年號： 明曆 | 日本年號 | 下一年號： 寬文 |